# Лілья Альфредсдоттір
Лілья Деґг Альфредсдоттір (ісл. Lilja Dögg Alfreðsdóttir; нар. 4 жовтня 1973) — ісландська політична і державна діячка. Заступниця лідера Прогресивної партії. Чинна міністерка туризму, торгівлі та культури Ісландії з 28 листопада 2021 року. Депутатка Альтингу з 2016 року. У минулому — міністерка науки, освіти та культури Ісландії (2017—2021), міністр закордонних справ Ісландії (2016—2017).

## Біографія
Народилася 4 жовтня 1973 року у Рейк'явіку. Її батько Альфред Торстейнссон (Alfreð Þorsteinsson; 1944—2020) був політиком від Прогресивної партії, членом міської ради Рейк'явіка, журналістом газети «Timinn» (1962—1977) і головою футбольного клубу «Фрам» (1972—1976, 1989—1994). Її мати Гвюдні Крістьяунсдоттір (Guðný Kristjánsdóttir; нар. 1949) — граверка.
У 1993 році закінчила Рейк'явікську гімназію. За програмою студентського обміну вивчала політичну історію Східної Азії у 1993—1994 роках у Жіночому університеті Іхва у Сеулі, Південна Корея. У 1998 році закінчила Університет Ісландії, здобула ступінь бакалавра з політології. У 1998 році за програмою студентського обміну вивчала макроекономіку та філософію в Університеті Міннесоти. У 2001 році здобула ступінь магістра міжнародної економіки у Колумбійському університеті у Нью-Йорку.
У 2001—2010 роках та у 2013—2014 роках працювала у Центральному банку Ісландії, у 2010—2013 роках — радницею в Міжнародному валютному фонді (МВФ), економічною радницею в апараті прем'єр-міністра Сігмюндюра Давида Гюннлейгссона у 2014—2015 роках. У 2006—2010 роках була заступницею голови комітету з освіти Рейк'явіка.
За результатами дострокових парламентських виборів 2016 року обрана депутаткою Альтингу в окрузі Південний Рейк'явік. На наступних дострокових виборах 2017 року переобрана, отримавши 2897 голосів. На виборах 2021 року отримала 4077 голосів.
7 квітня 2016 року стала міністеркою закордонних справ Ісландії під керівництвом прем'єр-міністерки Сігюрдюра Інгі Йоуганнссона. Вона обіймала посаду до 11 січня 2017 року.
На партійному з'їзді у жовтні 2016 року висунула кандидатуру на посаду лідерки Прогресивної партії, отримала 3 із 703 голосів. Лідером став Сігюрдюр Інгі Йоуганнссон, який отримав 329 голосів і змінив Сігмюндюра Давида Гюннлейгссона. Лілья Альфредсдоттір обрали заступницею лідера партії.
30 листопада 2017 року стала міністеркою науки, освіти та культури Ісландії під керівництвом прем'єр-міністеркиКатрін Якобсдоуттір.
28 листопада 2021 року стала міністеркою туризму, торгівлі та культури Ісландії у Катрін Якобсдоуттір.

## Особисте життя
Одружена з Магнусом Оскаром Гафстейнссоном (Magnús Óskar Hafsteinsson; нар. 1975), економістом Міністерства фінансів Іспанії. Пара виховує двох дітей: сина Ейстейдна Альфреда (Eysteinn Alfreð; нар. 2007), доньку Сігні Стейнтоуру (Signý Steinþóra; нар. 2009).